# Вестервик
Вестервик (швед. Västervik) — город в Швеции, расположенный в Кальмарском лене. Центр Вестервикской коммуны.
Население — 20 694 жителя.
Вестервик стоит на побережье Балтийского моря, привлекая к себе значительное число туристов, особенно любителей парусного спорта. С 1966 года в руинах Стегехольмского замка каждое лето проходит фестиваль песни.

## История
В качестве города Вестервик впервые упоминается в 1275 году. В то время он располагался на месте современного Гамлебю, а на своё нынешнее место был перенесён лишь в 1433 году. В 1517 году город был разорён датчанами. Шведский король Густав Васа всячески поддерживал Вестервик, и в 1548 году в нём была заложена верфь. Несмотря на новые войны с датчанами Вестервик, имевший статус стапельного города, процветал. Во времена «эры свобод» в городе появилось несколько новых мануфактур и ещё одна верфь.

## Известные уроженцы
- Карл Кристиан Энгстрём (1827—1916) — инженер-конструктор, изобретатель.

## Примечания

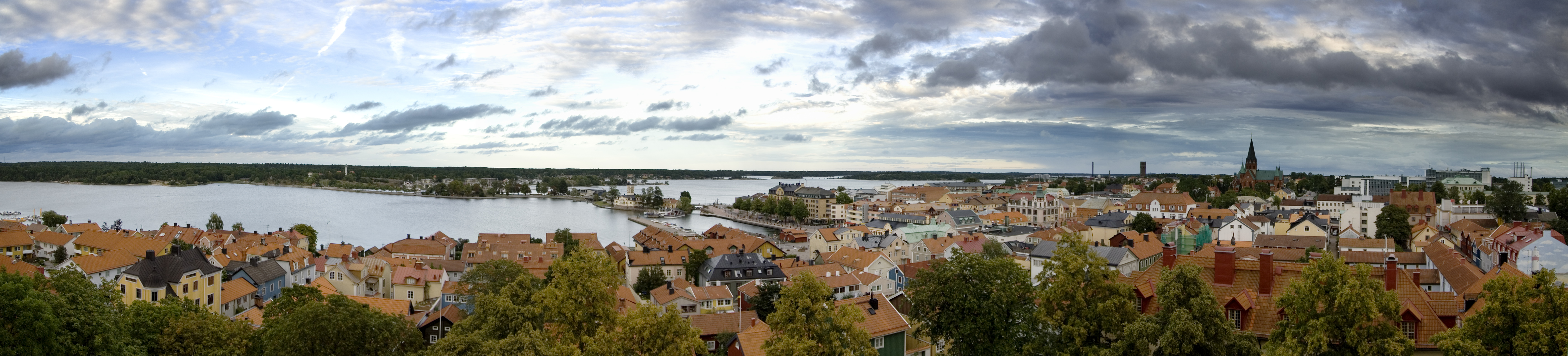
Вид на Вестервик с колокольни церкви Св. Гертруды